# Augustine (film)
Augustine è un film francese del 2012 scritto e diretto da Alice Winocour.